# Campanella
Campanella là một chi nấm trong họ Marasmiaceae, thuộc bộ Agaricales. Chi nấm này phân bố rộng rãi trên toàn thế giới, đặc biệt ở vùng nhiệt đới. Chi hiện chứa khoảng 40 loài.

## Danh sách các loài
- C. aberrans
- C. aeruginea
- C. africana
- C. boninensis
- C. buettneri
- C. caesia
- C. cucullata
- C. eberhardtii
- C. fimbriata
- C. gigantospora
- C. gregaria
- C. junghuhnii
- C. inquilina
- C. inquilina
- C. pendulosa
- C. purpureobrunnea
- C. tristis
- C. vinosolivida